# Husacziwka
Husacziwka (ukr. Гусачівка) – wieś na Ukrainie, w obwodzie kijowskim, w rejonie obuchowskim, w hromadzie Obuchów. W 2001 liczyła 741 mieszkańców, spośród których 734 wskazało jako ojczysty język ukraiński, a 7 rosyjski.